# Swanee River
Pour plus de détails, voir Fiche technique et Distribution.
Swanee River est un film américain réalisé par Sidney Lanfield, sorti en 1939. Il s'agit d'un biopic sur le compositeur Stephen Foster.

## Fiche technique
- Titre : Swanee River
- Réalisation : Sidney Lanfield
- Scénario : John Taintor Foote et Philip Dunne
- Photographie : Bert Glennon
- Montage : Louis R. Loeffler
- Production : Darryl F. Zanuck
- Pays de production :  États-Unis
- Format : Couleur (Technicolor) - 1,37:1 - Mono
- Genre : Film dramatique, Film biographique
- Date de sortie : 1939

## Distribution
- Don Ameche : Stephen Foster
- Andrea Leeds : Jane McDowell Foster
- Al Jolson : Edwin P. Christy
- Felix Bressart : Henry Kleber
- Chick Chandler : Bones
- Russell Hicks : Andrew McDowell
- Al Herman : Tambo
- Charles Trowbridge : M. Foster
- George Meeker : Henry Foster
- Leona Roberts : Mme Foster
- Clara Blandick : Mme Griffin
- Nella Walker : Mme McDowell
- Harry Hayden : Erwin
- George Breakston : Ambrose
- George Reed : le vieux Joe
- Robert Homans : le shérif
- Esther Dale
- Hall Johnson Choir : Ensemble musical